# 通贵乡
通贵乡，是中华人民共和国宁夏回族自治区銀川市兴庆区下辖的一个乡镇级行政单位。

## 行政区划
通贵乡下辖以下地区：
通南村、通贵村、通北村、通西村、司家桥村和河滩村。